# Vol Asiana Airlines 214
Le matin du 6 juillet 2013, le vol Asiana Airlines 214, un vol international régulier assuré par un Boeing 777-200ER de la compagnie aérienne sud-coréenne Asiana Airlines, parti de l'aéroport international d'Incheon, près de Séoul, s'est écrasé lors de l'atterrissage à l'aéroport international de San Francisco, causant la mort de 3 des 307 passagers et membres d'équipage présents à bord ; 187 autres occupants de l'appareil ont été blessés, dont 49 grièvement. 
Il s'agit du premier accident aérien mortel impliquant le Boeing 777, depuis l'entrée en service de ce modèle d'avion en 1995, et du premier accident mortel impliquant un avion de ligne sur le sol américain depuis le crash du vol Colgan Air 3407, survenue en février 2009.
L'enquête menée par le Conseil national de la sécurité des transports américain (NTSB) a conclu que l'accident a été causé par une mauvaise gestion de l'approche finale par l'équipage de l'avion. Des lacunes présentes dans la documentation de Boeing sur les systèmes complexes de contrôle de vol et dans la formation des pilotes d'Asiana Airlines ont également été citées comme facteurs contributifs.

## Contexte

### Avion

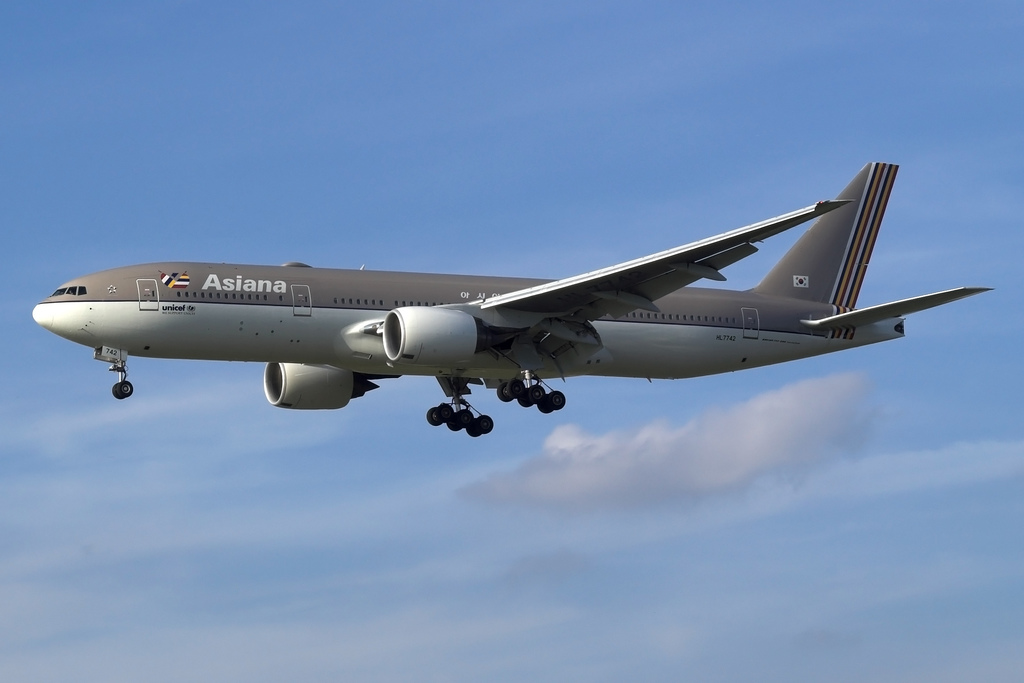
HL7742, le 777 impliqué dans l'accident, dans une livrée précédente, ici à l'aéroport de Francfort-sur-le-Main en septembre 2007.

L'appareil impliqué est un Boeing 777-28EER livré neuf à Asiana Airlines le 7 mars 2006, il totalise 37 120 heures de vol et 5 388 cycles de vol (décollage/atterrissage) au moment de l'accident, et est équipé de deux turboréacteurs de type Pratt and Whitney PW4090. D'après la Federal Aviation Administration (FAA), il est immatriculé HL7742 et porte le numéro de série 29171/553 ; le numéro de vol est OZ214.
Il s'agit du 2e accident grave impliquant un 777, après celui du vol British Airways 38, survenue en janvier 2008, ainsi que de la troisième perte de ce type d'avion, depuis le début de son exploitation commerciale en 1995.

### Équipage
Le personnel navigant technique (PNT) était composé de trois commandants de bord et d'un copilote.
Le commandant Lee Jeong-min (48 ans) était assis à droite dans le siège du copilote, remplissait le double rôle d'instructeur et commandant de bord ; en tant que commandant de bord, il était responsable de la sécurité du vol. Il totalisait 12 387 heures de vol, dont 3 220 sur Boeing 777. Il s'agissait de son premier vol en tant que pilote instructeur.
Le commandant Lee Kang-kook (45 ans) était assis à gauche, en position de commandant de bord, était le pilote en fonction (PF) et suivait sa « formation initiale d'expérience opérationnelle » (IOE) ; il avait atteint la moitié des exigences requises par la compagnie aérienne. Il avait 9 743 heures de vol, dont 43 heures sur Boeing 777 totalisées en 9 vols. Il était sous la responsabilité de l'instructeur assis à droite. C'était son premier atterrissage à San Francisco avec ce type d'avion, même s'il avait déjà atterri ici par le passé avec d'autres avions, dont un Boeing 747. C'était également son premier vol avec le commandant Jeong-min.
Au moment de l'accident, le copilote de relève Bong Dong-won (41 ans) observait depuis le strapontin du cockpit. Il totalisait 4 557 heures de vol à son actif, dont seulement 715 heures sur 777. Le commandant de bord de relève, Lee Jong-joo (52 ans), occupait un siège de première classe, dans la cabine passagers.
Après l'accident, le copilote Dong-won a reçu des soins médicaux pour une côte cassée ; aucun des autres pilotes n'a eu besoin de soins hospitaliers.
Quatre membres du personnel navigant commercial (PNC), assis à l'arrière, ont été éjectés de l'avion lorsque la queue s'est rompue à l'impact, mais ils ont tous survécu. Douze PNC étaient présents à bord, dix Sud-Coréens et deux Thaïlandais. Six agents de bord ont reçu des soins physiques et psychologiques, tandis que les six autres sont rentrés en Corée du Sud.

### Passagers
Parmi les 307 passagers, 141 (près de la moitié) étaient des citoyens chinois. Plus de 90 d'entre eux avaient embarqué sur le vol 362 d'Asiana Airlines, en provenance de l'aéroport international de Shanghai-Pudong, en Chine, et en correspondance avec le vol 214 à l'aéroport international d'Incheon, en Corée du Sud. Il s'agit d'une plateforme de correspondance importante entre la Chine et l'Amérique du Nord. En juillet 2013, Asiana Airlines assurait plusieurs vols entre cet aéroport, qui dessert Séoul, et 21 villes en Chine continentale.
Soixante-dix étudiants et enseignants, se rendant aux États-Unis pour un camp d'été, figuraient parmi les passagers chinois. Trente d'entre eux étaient originaires du Shanxi, les autres du Zhejiang. Cinq des enseignants et 29 élèves étaient du lycée de Jiangshan (en), situé dans le Zhejiang ; ils voyageaient ensemble. Trente-cinq autres élèves devaient participer à un camp d'été de la West Valley Christian School (en) de Los Angeles. Les élèves provenant du Shanxi étaient originaires de Taiyuan, avec 22 élèves et enseignants du lycée n°5 de Taiyuan (en) et 14 élèves et enseignants de l'école des langues étrangères de Taiyuan (en). Les trois passagers décédés faisaient partie du groupe du lycée de Jiangshan, qui se rendait au camp de West Valley.

## L’accident

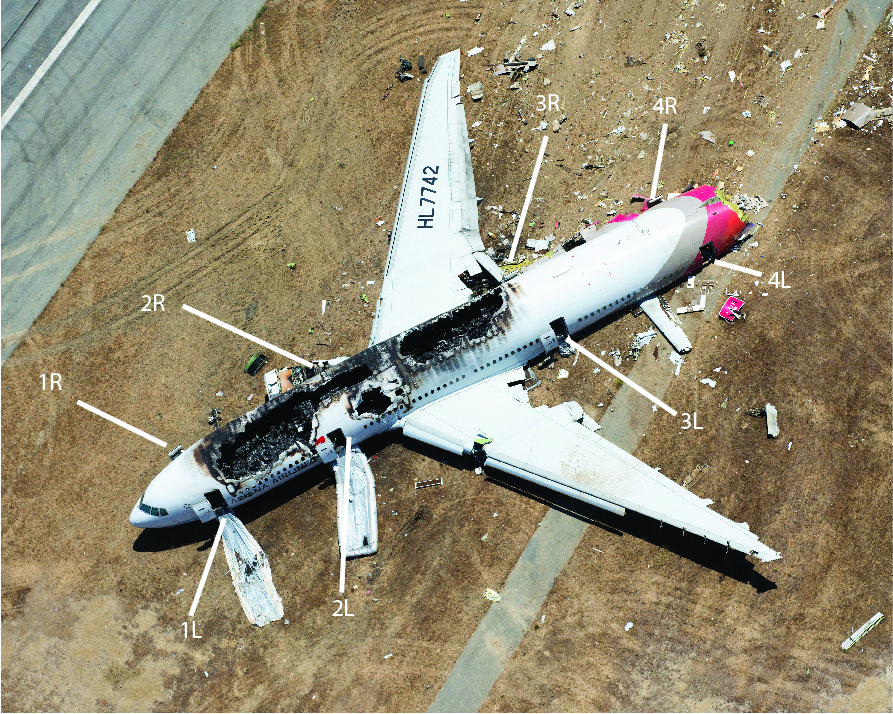
Prise de vue aérienne de l'épave, montrant la position finale de l'avion et les différentes issues de secours.

Le samedi 6 juillet 2013, le vol 214 a décollé de l'aéroport international d'Incheon (ICN), à Séoul, à 17 h 4 KST (8 h 4 UTC), soit 34 minutes après l'heure de départ prévue. Son atterrissage à l'aéroport international de San Francisco (SFO) était prévu à 11 h 4 PDT (18 h 4 UTC). Le vol s'est déroulé sans incident jusqu'au moment de l'atterrissage.
Le guidage vertical (plan de descente) du système d'atterrissage aux instruments (ILS) sur la piste 28L n'était pas disponible, car il avait été mis hors service cinq jours auparavant. Un NOTAM avait été émis à cet effet. Par conséquent, une approche ILS de précision sur cette piste n'était pas possible.
Le vol 214 a été autorisé à effectuer une approche à vue sur la piste 28L à 11 h 21 HAP et a reçu l'ordre de maintenir une vitesse de 180 nœuds (330 km/h) jusqu'à ce que l'avion se trouve à 5 milles nautiques (9 km) de la piste. À 11 h 26, le TRACON de Californie du Nord (en) (« Approche NorCal ») a transmis le vol à la tour de contrôle de SFO. Un contrôleur aérien a accusé réception du deuxième appel de l'équipage une minute plus tard, alors que l'avion se trouvait à 1,5 milles (2 km) et a autorisé l'atterrissage.
Les conditions météorologiques étaient alors excellentes ; le dernier METAR signalait un vent léger, une visibilité maximale de 16 km, aucune précipitation et aucune prévision ou signalement d'un éventuel cisaillement de vent. Les pilotes ont alors effectué une approche à vue, assistés par l'indicateur de pente d'approche de précision (PAPI) de la piste 28L.

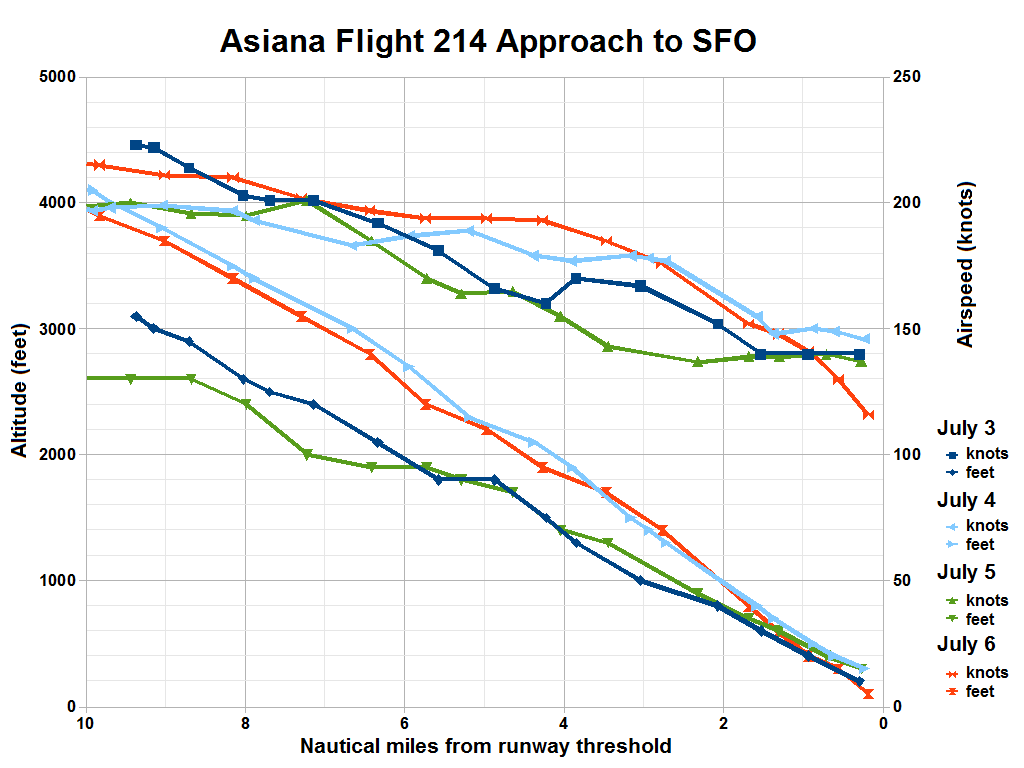
Diagramme indiquant, sur quatre jours consécutifs, la vitesse d'approche finale et la trajectoires de descente du vol 214 (données de vol de l'accident du 6 juillet indiqué en rouge).

Une analyse préliminaire a indiqué que l'avion a effectué l'approche avec une vitesse trop réduite et une altitude trop basse. Environ 82 secondes avant l'impact, à une altitude d'environ 1 600 pieds (490 m), le pilote automatique a été désactivé, les moteurs ont été mis au ralenti et l'avion a été piloté manuellement pendant la descente finale. Sur la base des données préliminaires de l'enregistreur de paramètres (FDR), le NTSB a constaté que la vitesse de l'avion en approche finale était tombée bien en dessous de sa vitesse d'approche cible. Un examen préliminaire des données de retour radar de la Federal Aviation Administration (FAA) n'a pas montré de trajectoire de descente anormalement raide, bien que l'équipage ait reconnu qu'il avait commencé l'approche finale à une altitude plus élevée que la normale.
À une hauteur de 125 pieds (38 m), huit secondes avant l'impact, la vitesse était tombée à 112 nœuds (207 km/h). Selon les premiers rapports des pilotes, l'automanette du 777 était réglée sur la bonne vitesse de référence, mais jusqu'à ce que le PAPI de la piste 28L indique qu'ils étaient nettement en dessous de la trajectoire de descente, ils n'étaient pas conscients que l'automanette ne parvenait pas à maintenir cette vitesse. Le pilote instructeur a déclaré que le PAPI indiquait une déviation en dessous de la trajectoire de descente à environ 500 pieds (150 m) au-dessus du sol, et il a tenté de la corriger à ce moment-là. Entre 500 et 200 pieds (152 et 61 m), le pilote instructeur a également signalé une déviation latérale que l'équipage a tenté de corriger. 
Environ 7 secondes avant l'impact, un des pilotes a demandé une augmentation de la vitesse. Le FDR a montré que les manettes des gaz étaient avancées à partir de la position de ralenti à ce moment-là. Le pilote instructeur a signalé qu'il avait demandé une augmentation de la vitesse, mais le pilote aux commandes avait déjà avancé les manettes des gaz au moment où il fait cette demande. Le bruit du vibreur de manche, avertissant d'un décrochage imminent, a été entendu dans le cockpit quatre secondes avant l'impact sur l'enregistreur phonique (CVR). La vitesse a atteint un minimum de 103 nœuds (191 km/h) (soit 34 nœuds (62 km/h) en dessous de la vitesse cible) trois secondes avant l'impact, avec les moteurs à 50 % de leur puissance et en augmentation. Le copilote a demandé une remise de gaz une seconde et demi avant le crash. Au moment de l'impact, la vitesse avait augmenté à 106 nœuds (196 km/h) et l'appareil avait une assiette à cabrer élevée.

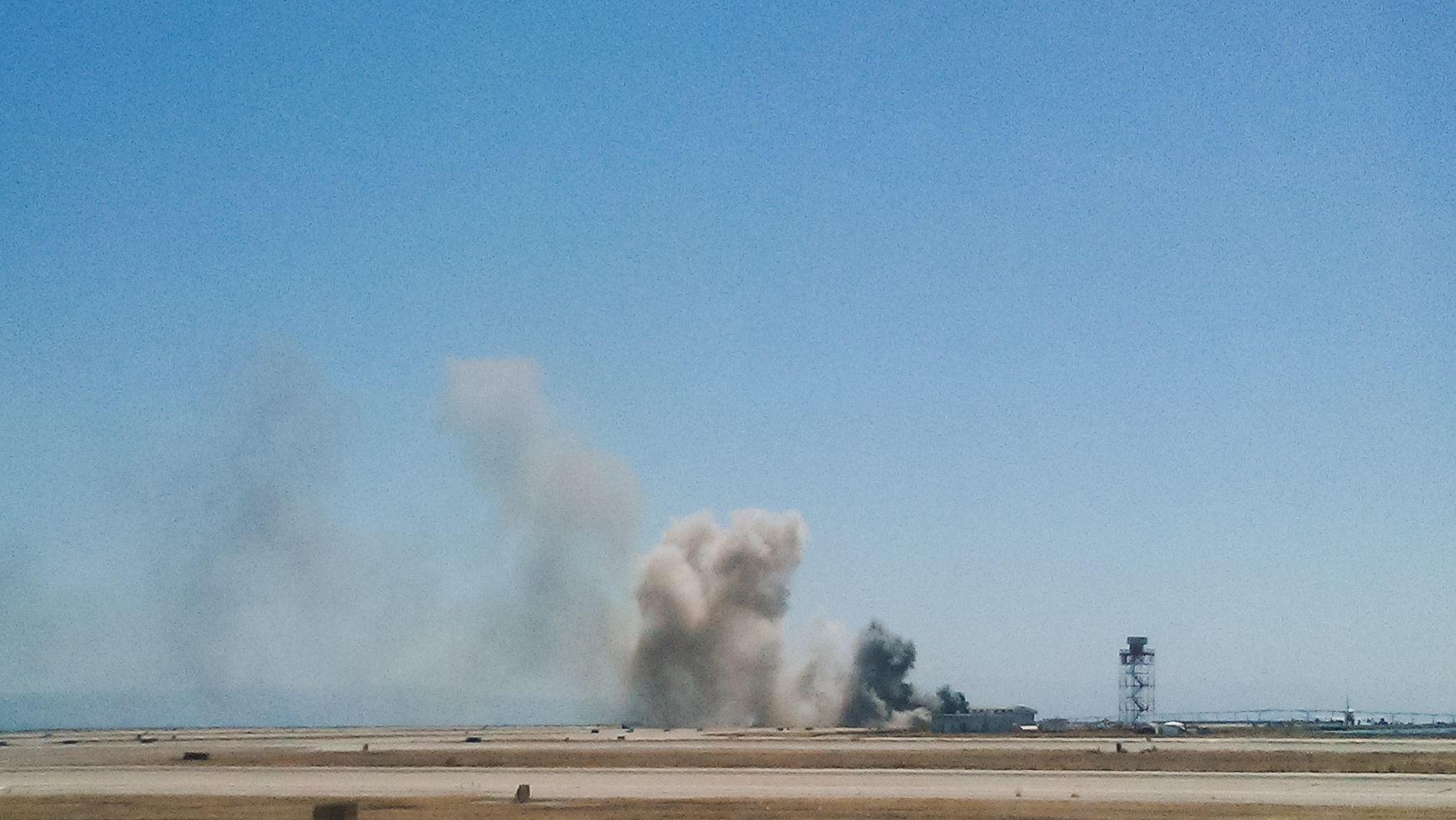
La fumée de l'incendie, vue depuis le terminal 1 de l'aéroport international de San Francisco.

À 11 h 28, le vol 214 s'est écrasé avant le seuil de la piste 28L. Le train d'atterrissage et la queue ont heurté à pleine vitesse une digue, qui s'avance dans la baie de San Francisco. Le moteur gauche et la queue se sont violemment arrachés de l'avion. Le NTSB a noté que le train d'atterrissage principal, la première partie de l'avion à heurter la digue, « s'est séparé proprement de l'avion, comme prévu », afin de protéger la structure des réservoirs de carburant dans les ailes. Les stabilisateurs verticaux et les deux stabilisateurs horizontaux sont tombés sur la piste avant le seuil.
Le reste du fuselage et des ailes du 777 pivotèrent d'environ 330°, dans le sens inverse des aiguilles d'une montre, tandis qu'il glissait vers l'ouest. La vidéo le montra pivotant autour de l'aile et du nez, fortement incliné vers le sol. Il s'immobilisa à gauche de la piste, à 730 m du point d'impact initial contre la digue.
Au bout d'une minute environ, un panache de fumée noire a commencer à s'élever de l'épave de l'avion. L'incendie a été localisé au niveau d'un réservoir d'huile percé, situé au-dessus du moteur droit ; l'huile qui fuyait est tombée sur le moteur chaud et s'est enflammée. L'incendie n'était donc pas alimenté par du kérosène s'échappant des réservoirs des ailes. Les trois poignées coupe-feu étaient sorties ; elles actionnent les systèmes de sécurité destinés à éteindre les incendies dans l'avion (une poignée pour chaque moteur et pour le groupe auxiliaire de puissance (APU)). Le levier des aérofreins était abaissé, indiquant qu'ils n'avaient pas été utilisé.
Deux toboggans d'évacuation ont été déployés sur le côté gauche de l'avion et correctement utilisés pour l'évacuation. Les toboggans des première et deuxième portes du côté droit de l'avion (portes 1R et 2R) se sont déployés à l'intérieur de la cabine lors de l'accident, coinçant les agents de bord assis à proximité. Deux mois avant l'accident du vol 214, la FAA avait émis une consigne de navigabilité ordonnant l'inspection du mécanisme de déverrouillage des toboggans de certains 777, afin de détecter et de corriger d'éventuel dysfonctionnement susceptible d'entraver leur déploiement.

## Victimes

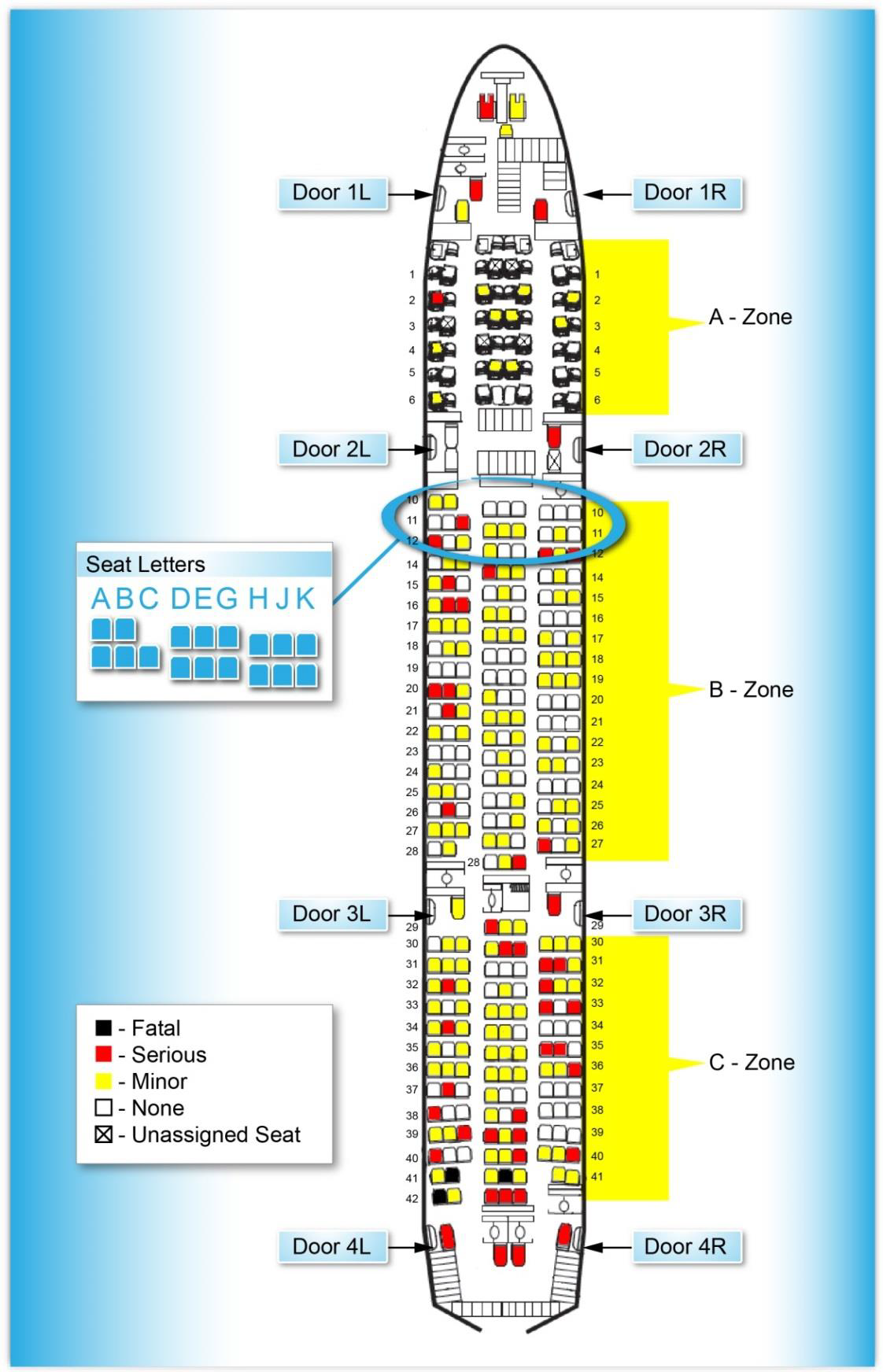
Plan des sièges dans l'avion, indiquant les blessures et les décès à bord

Deux adolescentes, Wang Linjia et Ye Mengyuan, toutes deux de nationalité chinoise, ont été retrouvées mortes à l'extérieur de l'avion peu après l'accident, après avoir été éjectées de l'avion pendant l'accident. Aucune des victimes ne portait de ceinture de sécurité. Les experts ont conclu qu'elles auraient probablement survécu au crash si elles avaient attaché leur ceinture de sécurité. 
Le 19 juillet 2013, le bureau du coroner du comté de San Mateo a d'abord déterminé que Ye était encore en vie lorsqu'elle a été renversée par un crashtender de l'aéroport, et a été tuée des suites des différents traumatismes qui en ont résulté,,. Des enquêtes ultérieures ont conclu que Ye était déjà morte, des suites de blessures graves causées par son éjection hors de l'avion, avant d’être écrasée par le véhicule de secours.
Une troisième passagère, Liu Yipeng, est décédée des suites de ses blessures au San Francisco General Hospital six jours après l'accident. Liu portait sa ceinture de sécurité alors qu'elle était assise dans le siège 42A, qui se trouve sur la dernière rangée de sièges passagers du côté gauche de l'avion, juste devant la porte 4L. Lors de l'accident, le dossier du siège de Liu a pivoté vers l'arrière et a heurté le plancher, la laissant exposée. Ses blessures résultaient probablement d'un choc violent avec la porte 4L, qui s'est détachée lors de l'impact final de l'avion.
Dix autres personnes, dans un état critique, ont été admises au San Francisco General Hospital et quelques-unes ont été envoyées à l'École de médecine de l'université Stanford. Neuf hôpitaux de la région ont admis un total de 182 blessés. La chef du San Francisco Fire Department (SFFD), Joanne Hayes-White, après avoir vérifié auprès de deux points d'admission à l'aéroport, a déclaré aux journalistes que tous les passagers à bord avaient été retrouvés.
| Nationalité  | Passagers | Equipage | Morts | Total |
| ------------ | --------- | -------- | ----- | ----- |
| Chine        | 141       | 0        | 3     | 141   |
| Corée du Sud | 77        | 14       | 0     | 91    |
| États-Unis   | 64        | 0        | 0     | 64    |
| Canada       | 3         | 0        | 0     | 3     |
| Inde         | 3         | 0        | 0     | 3     |
| Thaïlande    | 0         | 2        | 0     | 2     |
| France       | 1         | 0        | 0     | 1     |
| Japon        | 1         | 0        | 0     | 1     |
| Vietnam      | 1         | 0        | 0     | 1     |
| Total        | 291       | 16       | 3     | 307   |

## Enquête

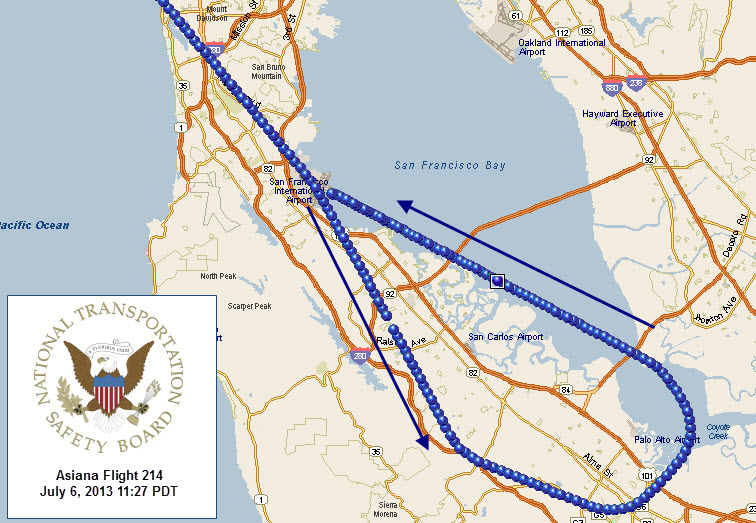
Trajectoire suivie par le vol 214.

Le Conseil national de la sécurité des transports américain (NTSB) a envoyé une équipe de 20 personnes sur les lieux pour enquêter. Le 7 juillet 2013, les enquêteurs du NTSB ont récupéré le FDR et le CVR et les ont transportés à Washington pour l'analyse des données de vol. Les autres parties impliqués dans l'enquête comprennent la FAA, Boeing (constructeur de l'avion), Pratt & Whitney (fabricant de moteurs) et l'Aviation and Railway Accident Investigation Board coréens (ARAIB), ainsi que plusieurs conseiller technique d'Asiana Airlines.
D'après les premiers éléments de l'enquête, la thèse de l'avarie technique ou d'un « quelconque acte de terrorisme ou criminel lié à l'accident », a été écartée, selon un agent du FBI.
Le rapport final sur l'accident a été publié le 24 juin 2014. Le NTSB a conclu que la mauvaise gestion de l'approche et la surveillance inadéquate de la vitesse ont conduit au crash du vol 214,. Il a également déterminé que l'équipage avait mal géré le début de l'approche et que l'avion se trouvait bien au-dessus de la trajectoire de descente souhaitée. En réaction, le commandant de bord a sélectionné un mode inapproprié du pilote automatique (FLCH, ou Flight Level Change (Changement d'altitude)), ce qui a empêché l'automanette de contrôler la vitesse. 

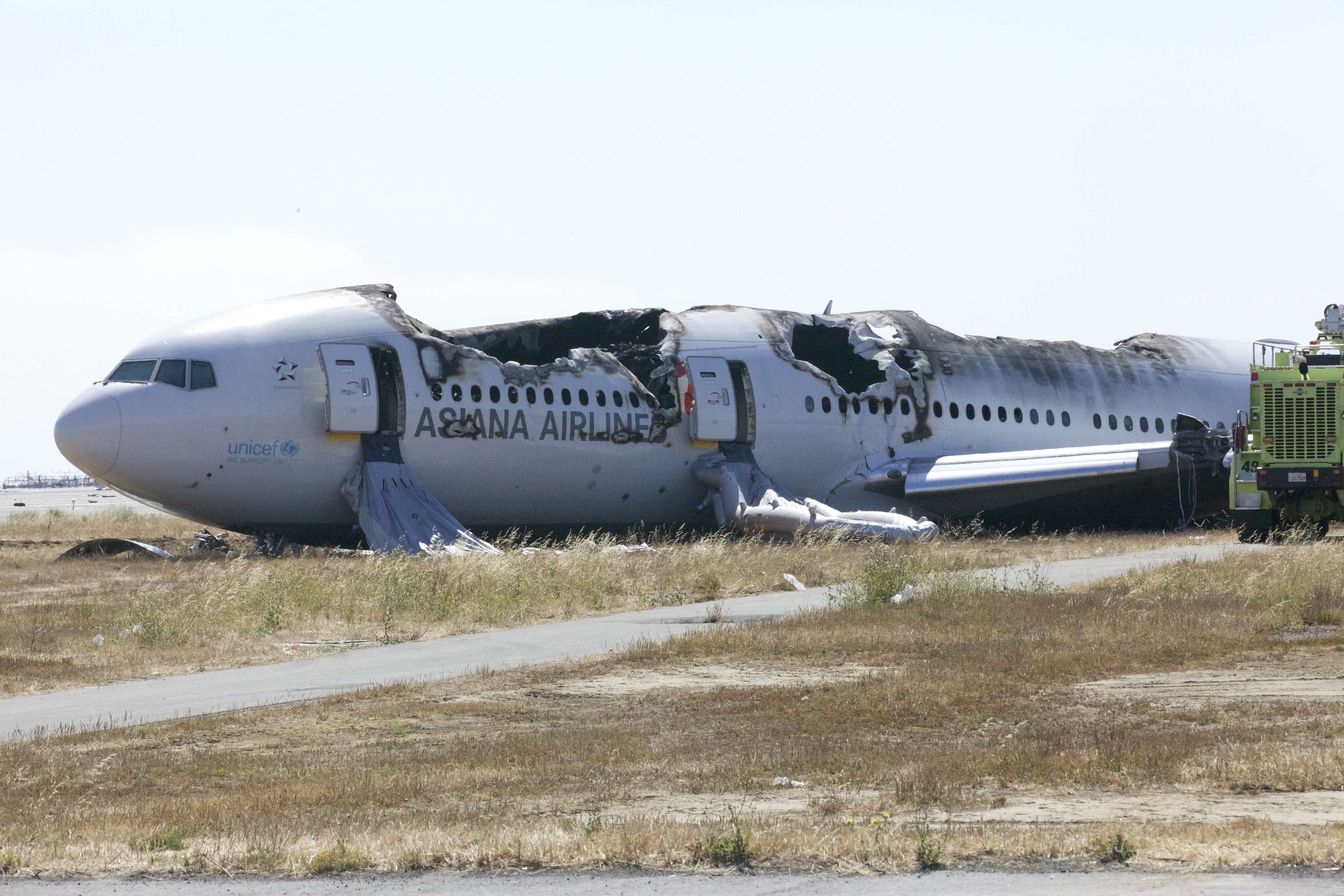
La carlingue partiellement détruite du 777, photographié après le crash du vol 214.

L'avion est ensuite descendu sous la trajectoire de descente souhaitée, sans que l'équipage ne se rende compte de la diminution anormale de la vitesse. La tentative de remise des gaz a été effectuée à une altitude inférieure à 100 pieds (30 m), moment à partir duquel il était trop tard pour corriger la situation. Le recours excessif à l'automatisation et le manque de compréhension de ses systèmes par les pilotes ont été cités comme des facteurs majeurs ayant contribué à l'accident.
Le NTSB a également déterminé que la représentation mentale erronée de l'équipage concernant la logique d'automatisation du 777 a conduit à la désactivation involontaire de l'automanette. De plus, la politique d'Asiana Airlines mettait l'accent sur l'utilisation complète de l'ensemble des systèmes automatisés et n'encourageait pas le pilotage manuel pendant les opérations de vol en situation réelle. La mauvaise gestion du profil vertical de l'avion par l'équipage pendant l'approche a entraîné une charge de travail accrue qui a réduit la conscience du pilote surveillant concernant les actions du pilote aux commandes au moment de la désactivation de l'automanette. La surveillance insuffisante des indications de vitesse par les pilotes pendant l'approche résultait probablement du manque d'anticipation, de la charge de travail accrue, de la fatigue et du recours excessif à l'automatisation. Le non-respect des procédures d'exploitation normalisées et de la gestion des ressources de l'équipage ont également été cités en tant que facteurs supplémentaires.

Le NTSB est parvenu à la conclusion finale suivante :

« La cause probable de cet accident a déterminé comme étant la mauvaise gestion de la descente de l'avion par l'équipage lors d'une approche à vue, la désactivation involontaire de l'automanette par le pilote aux commandes, une surveillance insuffisante de la vitesse par l'équipage et la réaction trop tardive de l'équipage pour remettre les gaz, après avoir constaté que l'avion se trouvait en dessous des tolérances acceptables en termes de trajectoire de descente et de vitesse. Parmi les facteurs contributifs à l'accident, on peut citer la complexité des systèmes d'automanette et de directeur de vol du pilote automatique, mal décrits dans la documentation de Boeing et lors de la formation des pilotes d'Asiana Airlines, ce qui a accru le risque de changement de mode accidentel ; le manque de communication et de coordination de l'équipage concernant l'utilisation de ces différents systèmes ; la formation inadéquate du pilote aux commandes relative à la planification et à l'exécution des approches à vue ; la supervision insuffisante du pilote surveillant/instructeur ; et la fatigue de l'équipage, qui a probablement dégradé ses performances. »

## Conséquences

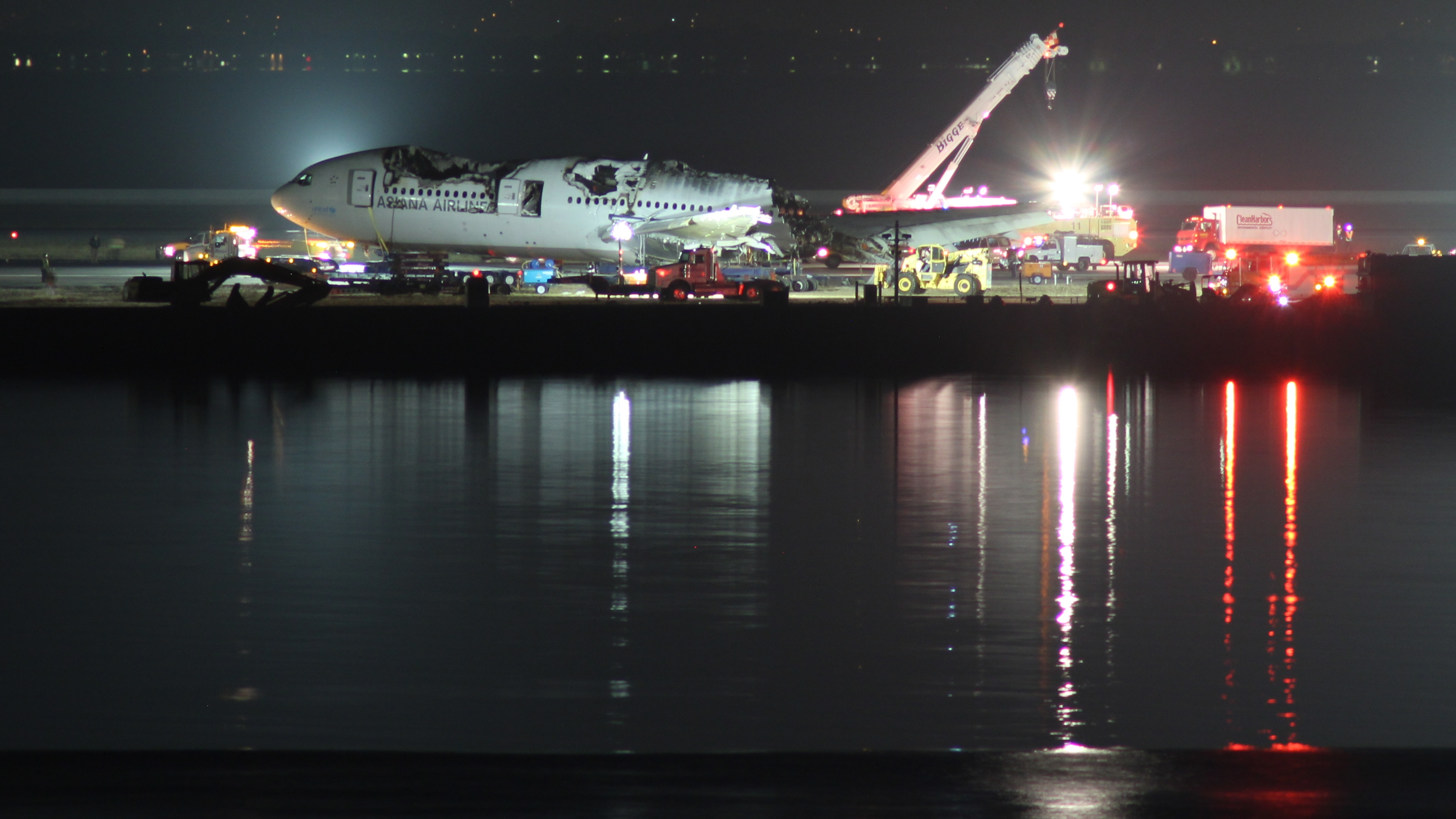
Le retrait de l'épave du 777 accidenté.

L'aéroport de San Francisco a été fermé pendant cinq heures après l'accident. Les différents vols à destination de San Francisco ont été détournés vers les aéroports d'Oakland, de San Jose, de Sacramento, de Los Angeles, de Portland et de Seattle. 
À 15 h 30 HAP, les pistes 1L/19R et 1R/19L (toutes deux perpendiculaires à la piste 28L) ont été rouvertes ; la piste 10L/28R (parallèle à cette même piste) est restée fermée pendant plus de 24 heures. La piste ou le vol 214 s'est écrasé, la 10R/28L, a rouvert le 12 juillet après avoir été réparée. En août 2013, Asiana Airlines a renuméroté sa ligne Séoul-San Francisco OZ212, avec un départ programmé et réorganisé à 20 h 40, qui exploite un Airbus A350-900.
Cet accident a porté atteinte à la réputation d'Asiana Airlines et à celle de l'industrie aéronautique sud-coréenne, après plusieurs années d'améliorations apparentes suite à une série de catastrophes aériennes survenues dans les années 1980 et au début des années 1990. Les actions de la compagnie aérienne ont chuté de 5,8 % le premier jour suivant l'accident.

## Documentaires télévisés
- « Terreur à San Francisco », 2e épisode de la 15e saison de l'émission Air Crash.
- « Asiana Airlines 214 : crash à San Francisco », 5e épisode de la 1re saison de l'émission Quand la situation tourne à la catastrophe.